# الجبهة الوطنية لإنقاذ العراق
الجبهة الوطنية لإنقاذ العراق هو حزب سياسي في العراق. نشأ الحزب من حركات الصحوة ويتألف في الغالب من قادة قبائل أهل السنة والجماعة من محافظة الأنبار، وهي منطقة عربية.

## التاريخ
انقسمت مجالس الصحوة إلى ثلاثة أجزاء بحلول عام 2008، حيث شكل الشيخ حاتم الجبهة الوطنية لإنقاذ العراق، والشيخ حميد الهييس مجلس إنقاذ الأنبار. ويرجع سبب انقسامهم عن مجلس الصحوة في الأنبار بقيادة أبو ريشة بشكل رئيسي إلى الروابط الوثيقة لأبو ريشة بحزب الحزب الإسلامي العراقي والتجمع المستقل.
تأسست الجبهة عام 2008 قبيل انتخابات مجالس المحافظات العراقية 2009. قائدها هو شيخ علي حاتم، وتزعم دعم مجلس إنقاذ الأنبار، ومؤتمر صحوة الأنبار، ومجلس شيوخ الأنبار. لم يرشح الحزب مرشحين خاصين به في انتخابات 2009، بل دعم مرشحي مجلس إنقاذ الأنبار. وفي التحضير لـالانتخابات البرلمانية العراقية 2010، اختار حاتم التحالف مع ائتلاف دولة القانون، معتبرًا أن الائتلاف يمثل تحالفًا عابرًا للطوائف. وعندما بدأت شائعات عن اندماج بين ائتلاف دولة القانون والتحالف الوطني العراقي، هدد حاتم بمغادرة ائتلاف دولة القانون إذا حدث هذا الاندماج.

## البرنامج السياسي
قال حاتم إن منافسيهم في جبهة التوافق العراقية شاركوا في انتخابات 2005 "من أجل السلطة" بينما ابتعد العرب السنة عن الانتخابات والحكومة. وأدان الطائفية، مشيرًا إلى أنهم دافعوا عن إخوانهم الشيعة الذين لجأوا إلى الأنبار خلال حرب الخليج الأولى وأثناء "الأحداث الأخيرة"، وكان هدفهم "سحق الفتنة الطائفية". كما قال إن الحزب الإسلامي العراقي يسعى "لسرقة أموال الناس باسم الدين" وأنهم يريدون "قطع أرجلهم". وفي أوقات أخرى، قال حاتم إنه دخل السياسة فقط للحفاظ على نفوذ قبيلته؛ دليم. وفي أحيان أخرى أقر بمؤسسات الدولة، وزعم أنه من أجل حكم القانون يجب على شيوخ القبائل في الأنبار التخلي عن مواقعهم القبلية للسلطة.